# Notiothops birabeni
Notiothops birabeni is een spinnensoort uit de familie Palpimanidae. De soort komt voor in Chili.